# SCAN (国際研究集会)
SCAN (International Symposium on Scientific Computing, Computer Arithmetic, and Validated Numerics) は2年に一度開催される数値解析に関する国際研究集会である。

## 主要なテーマ
SCANは数値解析の中でも主に以下の分野を重点的に扱う。
- 数値線形代数 (en)
- 数値積分
- 常微分方程式の数値解法
- 偏微分方程式の数値解法
- 精度保証付き数値計算
- 計算機援用証明
- 区間演算

## 賞
SCANではR. E. Moore Prize の授賞式が行われる。この賞は精度保証付き数値計算や計算機援用証明の分野で著名な業績を上げた研究者に贈られる賞であり、賞の名称は区間演算の創始者で多くの著書がある Ramon E. Moore に由来している。第1回（2002年）はカオス理論に関する 14番目のスメイルの問題 を証明した en:Warwick Tucker に、第2回（2004年）は ケプラー予想を解決した T. Hales に授与されている。受賞者は国際雑誌 Reliable Computing の編集委員会によって決定される。

## 過去に運営に携わった人物
過去にOrganizing CommitteeまたはScientific Committeeに加わった人物の一覧である。
- 大石進一
- ウォリック・タッカー
- ウルリヒ・クリッシュ
- ゲッツ・アールフェルト
- en:Vladik Kreinovich
- de:Wolfram Luther
- アンドレアス・フロマー (de)

### 過去のSCAN
- SCAN2018@TOKYO : SEP. 10-15, 2018、早稲田大学 (東京都) で開催
- SCAN 2018 Book of Abstracts (PDF)
- SCAN 2016 UPPSALA UNIVERSITY SEPTEMBER 26-29, 2016、スウェーデンのウプサラにあるウプサラ大学で開催
- SCAN'2016参加報告、JSIAM Online Magazine、日本応用数理学会学術会合報告
- SCAN 2016 Book of Abstracts (PDF)
- SCAN2014 - Universität Würzburg、ドイツ・バイエルン州にあるユリウス・マクシミリアン大学ヴュルツブルクで開催
- SCAN 2014 Book of Abstracts (PDF)
- SCAN'2012、ロシアで開催
- SCAN 2012 Book of Abstracts (PDF)

### 類似した研究集会
- SWIM (Summer Workshop on Interval Methods)
- International Conference on Parallel Processing and Applied Mathematics
- INVA (The International Workshop on Numerical Verification and its Applications)
  - INVA2017
  - INVA2014
- CJK (China-Japan-Korea Joint Conference on Numerical Mathematics)
  - CJK 2006
  - CJK 2008
  - CJK 2012
  - CJK 2016 参加報告、日本応用数理学会学術会合報告
  - CJK 2018 開催報告、日本応用数理学会学術会合報告
  - CJK 2018